# Chaintré
Chaintré település Franciaországban, Saône-et-Loire megyében. Lakosainak száma 564 fő (2022. január 1.). Chaintré Vinzelles, Chânes, Crêches-sur-Saône, Fuissé, Leynes és Varennes-lès-Mâcon községekkel határos.

## Népesség
A település népességének változása:
| Lakosok száma | 545  | 563  | 589  | 584  | 572  | 564  | 557  | 558  | 564  |
|               | 2013 | 2015 | 2016 | 2017 | 2018 | 2019 | 2020 | 2021 | 2022 |